# Abraham Ortelius

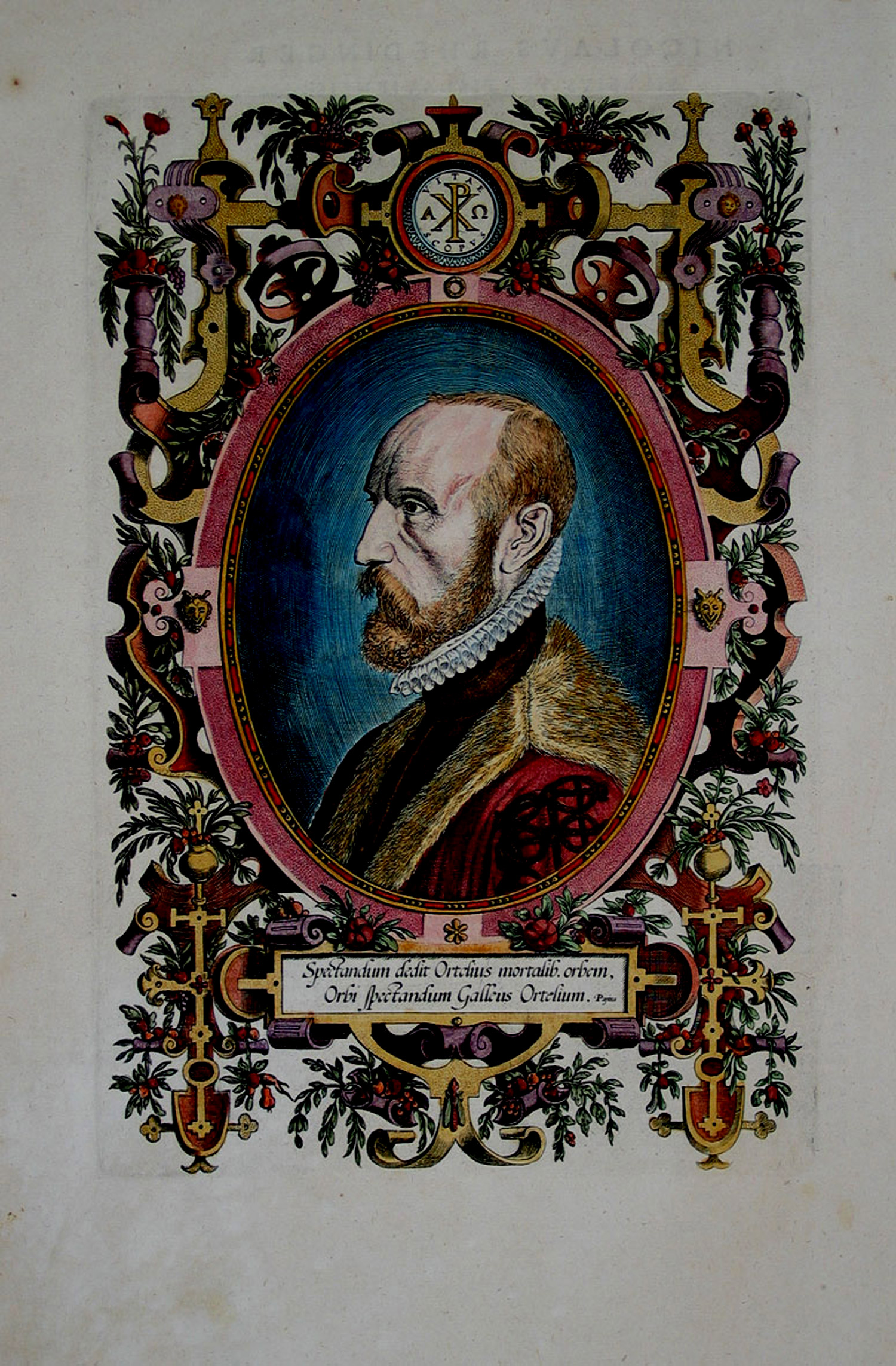
Abraham Ortelius

Abraham Ortelius (ur. 14 kwietnia 1527 w Antwerpii, zm. 28 czerwca 1598) – flamandzki geograf, kartograf, historyk i wydawca map. 

## Życiorys
Abraham Ortelius pochodził z Niderlandów. W 1570 roku w Antwerpii wydał pierwszy usystematyzowany zbiór map świata Theatrum orbis terrarum. Atlas ten zawierał oryginalne mapy różnych krajów (w tym również mapę Polski Wacława Grodeckiego), które Ortelius zebrał dzięki swym rozgałęzionym stosunkom z uczonymi europejskimi. Do 1612 roku wydano około 45 edycji tego dzieła. W kolejnych wydaniach mapy w atlasie były aktualizowane i poprawiane. Wydawnictwo to ukazało się w kilku językach na świecie.

Ortelius, wykształcony na grawera, około 1554 r. założył swój biznes książkowy i antykwaryczny. Około 1560 roku, pod wpływem Gerarda Mercatora, Ortelius zainteresował się robieniem map. W ciągu dekady opracował mapy świata na rzucie serca (1564), Egiptu (1565) i Azji (1567), a także pierwsze wydanie Theatrum, które zawierało 70 map wygrawerowanych w jednolitym stylu. Theatrum było rozbudowywane i aktualizowane w kolejnych edycjach do końca 1612 roku. Ortelius został mianowany geografem Filipa II Habsburga (1575).

## Dryf kontynentalny
Ortelius był pierwszym, który podkreślił geometryczne podobieństwo między wybrzeżami Ameryki i Europy-Afryki i zaproponował dryf kontynentalny jako wyjaśnienie. Jacqueline W. Kious opisał myśli Orteliusa w następujący sposób:
Abraham Ortelius w swoim dziele Thesaurus Geographicus... zasugerował, że obie Ameryki zostały „oderwane od Europy i Afryki ... przez trzęsienia ziemi i powodzie” i powiedział dalej: „Ślady tego pęknięcia ujawniają się, jeśli ktoś wyciągnie mapę świata i uważnie rozważy wybrzeża trzech [kontynentów]”.
Obserwacje Orteliusa dotyczące połączenia kontynentów oraz jego propozycja pęknięcia i separacji pozostały niezauważone aż do końca XX wieku. Zostały one jednak ponownie przedstawione w XVIII i XIX wieku, a później przez Alfreda Wegenera, który opublikował swoją hipotezę dryfu kontynentalnego w 1912 roku i w kolejnych latach. Ponieważ jego publikacje były szeroko dostępne w języku niemieckim i angielskim, a także dlatego, że przedstawił geologiczne wsparcie dla tego pomysłu, Wegener jest uznawany przez większość geologów za pierwszego, który uznał możliwość dryfu kontynentalnego.

## Dzieła Abrahama Orteliusa

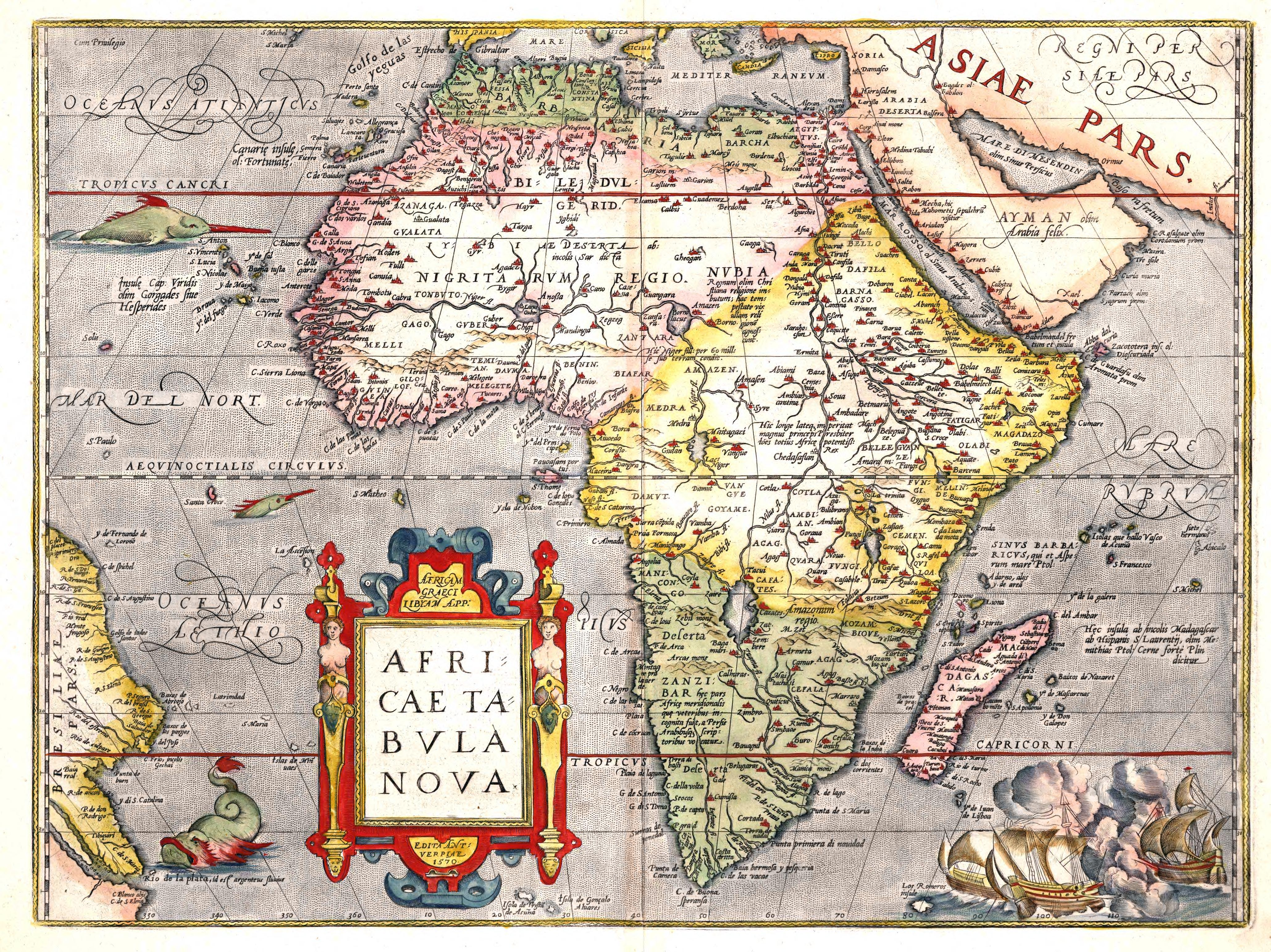
Mapa Afryki (1570)
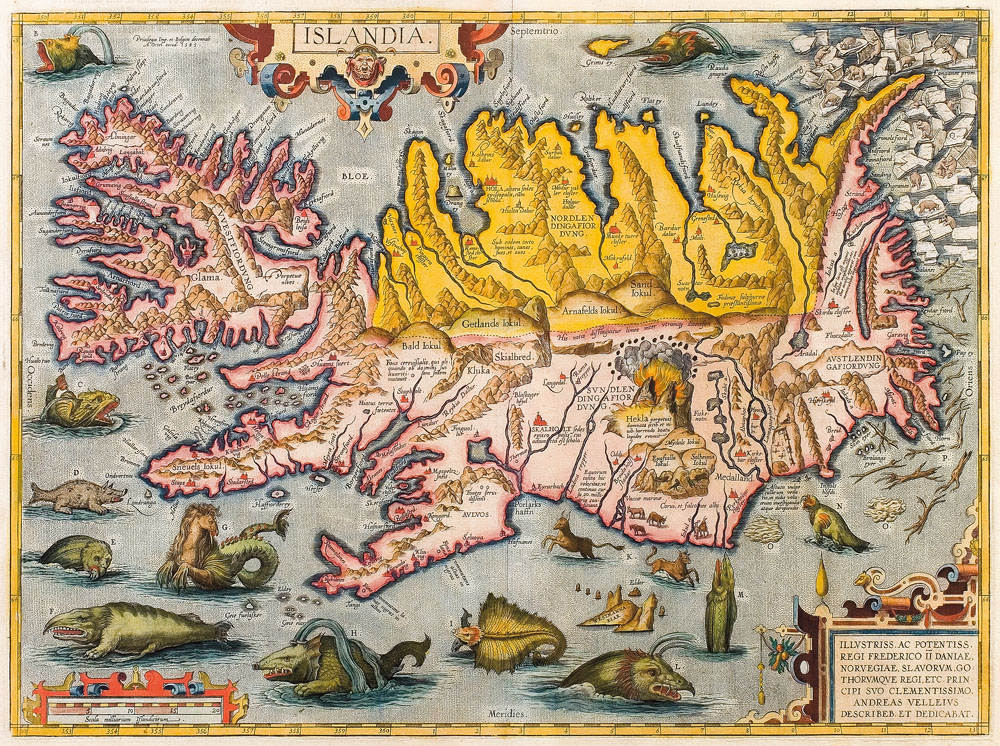
Mapa Islandii (1590)
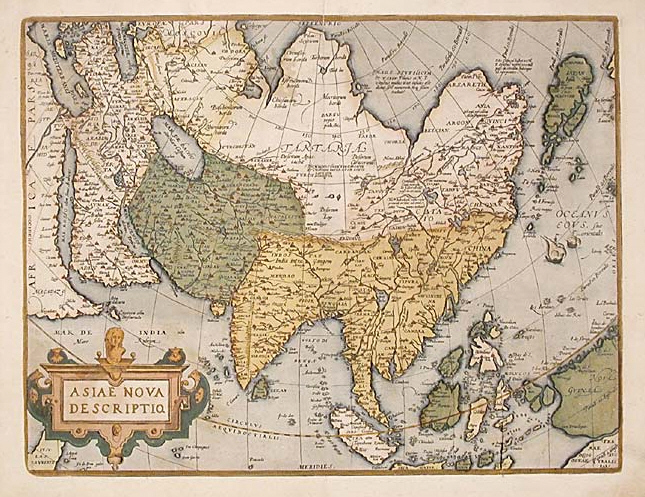
Mapa Azji (1595)
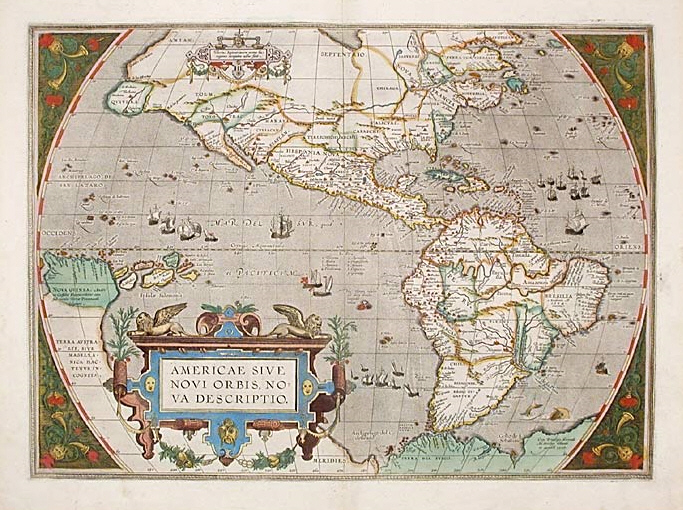
Mapa Ameryk (1587)
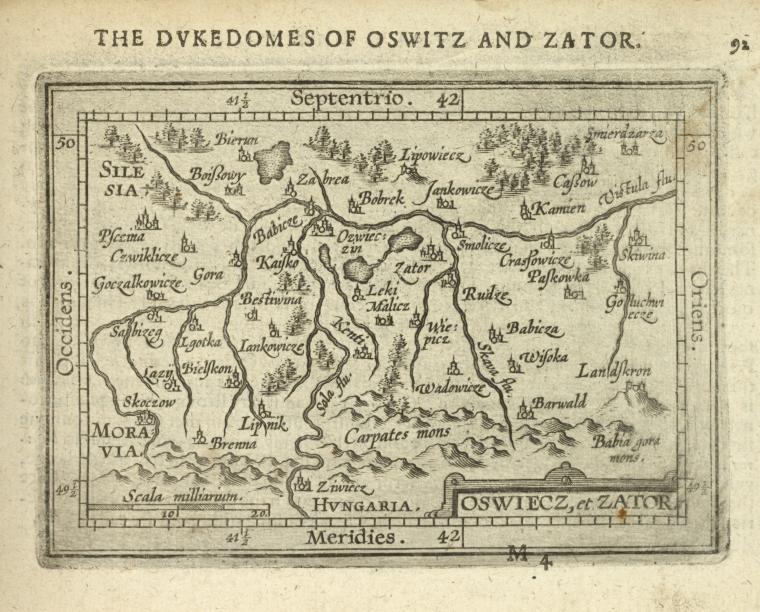
Księstwo Oświęcimskie i Zatorskie (1603)
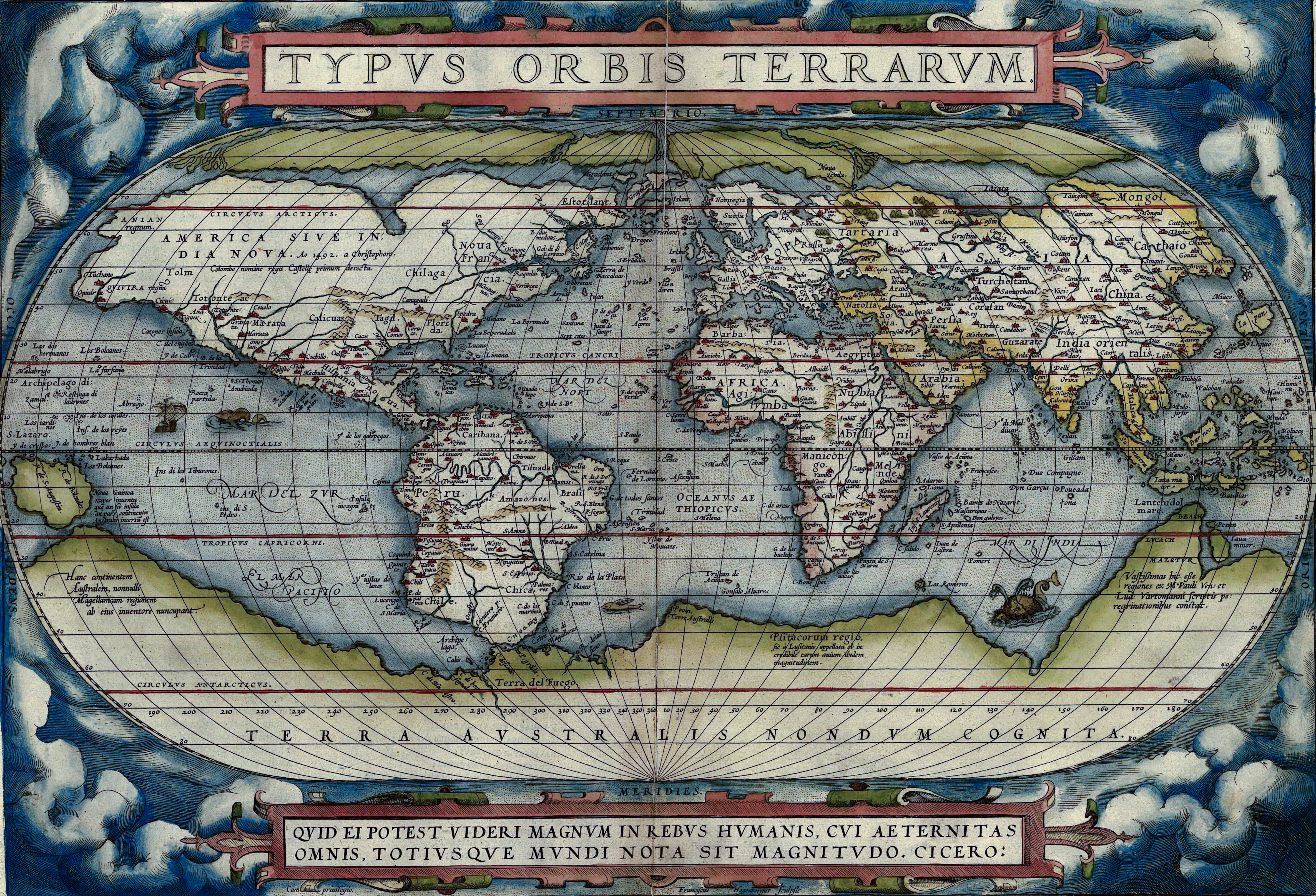
Mapa świata (1570)
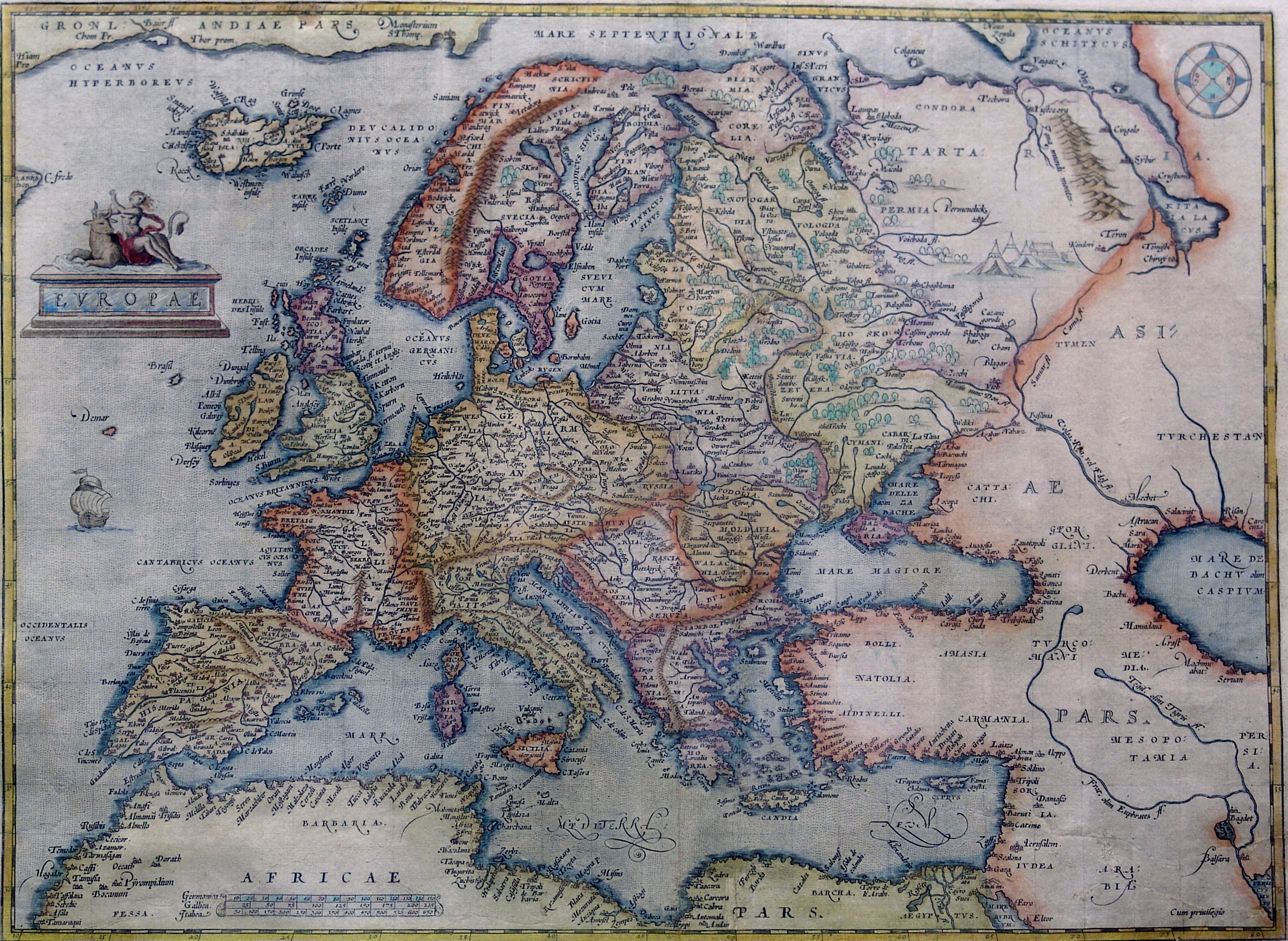
Mapa Europy (1595)